# 吳淞戰鬥
吳淞戰鬥發生於1937年8月30日－9月5日，地點則是在中國上海吳淞一帶。是中國抗日戰爭中淞沪会战主要戰鬥之一，交戰一方為守軍之國民革命軍，另一方則為日軍。投入二十萬兵力的日軍，不但於人數佔優勢，也出動飛機與重裝備。該兩項因素，讓國軍傷亡慘重，陣亡人數達參予戰鬥的三分之二。